# Герб Нижнедевицкого района
Герб Нижнедевицкого района — официальный символ административно-территориальной единицы (района) имуниципального образования (муниципального района) Нижнедевицкого района Воронежской области Российской Федерации.Герб Нижнедевицкого района утверждён решением Совета народных депутатов Нижнедевицкого муниципального района от 24 августа 2007 года № 128; внесён в Государственный геральдический регистр Российской Федерации под регистрационным номером 3556.

## Описание
Официальное описание герба:
В серебряном поле — идущая влево и обернувшаяся вправо девица с золотыми расплетёнными на концах косами, в лазоревом (синем, голубом) платье, подол которого уходит за край щита, и таковой же ленте на челе, простёршая в сторону правую руку, на левой же её руке лежит пук золотых колосьев
Авторская группа: идея герба Константин Мочёнов (Химки), Юрий Коржик (Воронеж); обоснование символики Юрий Коржик (Воронеж); художник и компьютерный дизайн Оксана Афанасьева (Москва).

## История
Герб Нижнедевицкого муниципального района утверждён решением Совета народных депутатов Нижнедевицкого муниципального района Воронежской области от 24.08.2007 года за № 128. Направлен на регистрацию в октябре 2007 года для внесения в Государственный геральдический регистр Российской Федерации. Внесён в Государственный геральдический регистр Российской Федерации под № 3556, протокол Государственной регистрации № 39 от 09.11.2007 года (город Санкт-Петербург). Герб Нижнедевицкого муниципального района внесён в регистр геральдической комиссии при губернаторе Воронежской области в ноябре 2007 года под № 67.